# Tierra Linda
Tierra Linda är en ort i Mexiko.   Den ligger i kommunen Motozintla och delstaten Chiapas, i den sydöstra delen av landet, 900 km sydost om huvudstaden Mexico City. Tierra Linda ligger 1 493 meter över havet och antalet invånare är 178.
Terrängen runt Tierra Linda är bergig åt nordväst, men åt sydost är den kuperad. Runt Tierra Linda är det ganska tätbefolkat, med 78 invånare per kvadratkilometer. Närmaste större samhälle är Motozintla de Mendoza, 1,5 km norr om Tierra Linda. Omgivningarna runt Tierra Linda är en mosaik av jordbruksmark och naturlig växtlighet.